# Campylomormyrus bredoi
Campylomormyrus bredoi és una espècie de peix africà del gènere Campylomormyrus en la família Mormyridae, endèmic únicament del llac Mweru (República Democràtica del Congo).

## Morfologia
D'acord amb la seva morfologia, es pot agrupar dins del grup de «peixos elefant», junt amb el Gnathonemus i el Mormyrus, que posseeixen una extensió particularment prominent en la boca i per això popularment se'ls anomena «peixos de nas d'elefant»; aquesta extensió usualment consisteix en un allargament carnós flexible unit a la mandíbula inferior i que està equipada amb sensors de tacte i probablement de gust.
Pot aconseguir una grandària aproximada de 370 mm.

## Estat de conservació
Respecte a l'estat de conservació es pot indicar que d'acord amb la UICN aquesta espècie es pot catalogar en la categoria de «Vulnerable (espècie) (VU)». La sobrepesca amb xarxes d'arrossegament al llac Mweru (que té una superfície de 4.650 km²) representa una amenaça per a l'espècie, causant una disminució en el nombre d'individus madurs.